# Eduardo Le Monnier
Eduardo Le Monnier (nacido Édouard Stanislas Louis Le Monnier, París, Francia, 30 de septiembre de 1873 - Buenos Aires, 14 de febrero de 1931) fue un arquitecto francés reconocido por sus trabajos en Brasil, Uruguay y, principalmente, en la Argentina.

## Biografía
Estudió en la Escuela Nacional de Artes Decorativas de París y se trasladó a Brasil hacia 1894. Allí trabajo en distintos proyectos, como la estación General Carneiro de Belo Horizonte (Minas Gerais) y fue profesor en la Escuela de Bellas Artes de Curitiba.
Llegó a Buenos Aires el 1 de noviembre de 1896. En esta ciudad desarrolló la mayor parte de sus proyectos y obras concretadas. Una de sus primeros trabajos allí es la panadería La Burdalesa (Paraná n.º 861/9, año 1898, ya demolida). En 1901 revalidó su diploma en la Universidad de Buenos Aires e ingresó a la Sociedad Central de Arquitectos (SCA). En 1902 terminó la Herrería Artística Motteau, con notable estilo art nouveau (Avenida Juan de Garay n.º 1272, demolida) y posteriormente las sedes de la sociedad de ahorro mutuo La Bola de Nieve en Buenos Aires (calle Cangallo -hoy tte. Gral. Juan D. Perón n.º 301, año 1904 y luego demolida y calle Perú n.º 167, año 1906 y también demolida) y en Rosario, provincia de Santa Fe (calles Córdoba y Laprida, año 1906).
Obtuvo el Premio Municipal a la Mejor Fachada de 1904 por la residencia que construyó para Bartolomé Ginocchio en la calle Lima n.º 1642. Dos años más tarde recibió el tercer premio por la fachada de la residencia de Félix Egusquiza en la calle Libertad n.º 1394 y en 1907 presidió la SCA. Gracias a estos reconocimientos, distintas familias aristocráticas lo contratan para que realice sus grandes residencias en el Barrio Norte. La más importante de ellas es el Palacio Fernández Anchorena, hoy sede de la Nunciatura Apostólica, en la Avenida Alvear 1637, construida entre 1907 y 1909. Otra casa, de menor dimensión pero también fastuosa, se construyó en Avenida de los Incas 3260, donde sigue en pie.
Uno de sus trabajos más importantes fue la sede social del Yacht Club Argentino, que se encuentra en uno de los espigones de la Dársena Norte, en Puerto Madero, realizada en 1913. En 1916 terminaría el Jockey Club de Rosario, en la esquina de las calles Maipú y Córdoba.
En la segunda mitad de la década de 1920, y hasta la crisis de 1929, se daría un gran auge de las entidades financieras en la Argentina. Todas ellas construyeron grandes casas matrices en el centro porteño, que terminó de tomar el rol de city financiera que conserva hoy en día. Le Monnier estuvo a cargo de la sede del Banco Argentino Uruguayo (Avenida Roque Sáenz Peña n.º 501, año 1928) y de los edificios vecinos de los hermanos Bencich, dueños de una empresa constructora (Edificio Bencich, Av. Roque Sáenz Peña 615 y Edificio Miguel Bencich, Av. Roque Sáenz Peña n.º 614/6). Para los mismos proyectó el edificio de departamentos de renta en la esquina de Av. Córdoba y la calle Esmeralda y otro en la esquina de las calles Tucumán y Esmeralda.
Eduardo Le Monnier enseñó además en la Academia Nacional de Bellas Artes y en la Escuela de Arquitectura de la Facultad de Ciencias Exactas, Físicas y Naturales de la Universidad de Buenos Aires.
Falleció en Buenos Aires, el 14 de febrero de 1931, a los 58 años.

## Obras principales
- Panadería "La Burdalesa". Paraná n.º 861/9, Buenos Aires (año 1898). Demolida.
- Iglesia del Sagrado Corazón de Jesús, en Hurlingham (año 1902).
- Iglesia de Nuestra Señora del Carmen, en Ramos Mejía (año 1902).
- Iglesia de la Sagrada Familia, en Haedo (año 1902).
- Cottage "Tocad", propiedad de Le Monnier en Bella Vista (ca. 1902). Actual parte del Club de Regatas de Bella Vista.
- Casa de Bartolomé Ginocchio. Lima 1642, Buenos Aires (año 1903). Demolida.
- Compañía "La Bola de Nieve". Tte. Gral. Juan D. Perón 301, Buenos Aires (año 1904). Demolida.
- Residencia de Féliz Egusquiza. Libertad 1394, Buenos Aires (año 1905). Demolida.
- Edificio de oficinas para "La Bola de Nieve". Perú 167, Buenos Aires (año 1905). Demolido.
- Iglesia de la Parroquia San Francisco Solano, en Bella Vista (año 1905).
- Casa de huéspedes "La Oriental". Bartolomé Mitre 1840, Buenos Aires (año 1906). Demolida.
- Residencia de Juan A. Fernández y Rosa de Anchorena. Av. Alvear 1637, Buenos Aires (año 1907). Actual sede de la Nunciatura Apostólica.
- Compañía "La Bola de Nieve". Córdoba y Laprida, Rosario (año 1906).
- Jockey Club. Córdoba y Maipú, Rosario.
- Residencia de Carolina Ortega de Benítez. Av. Callao 1807, Buenos Aires (año 1907). Demolida.
- Casa de Arturo Z. Paz. Santa Fe 1652 a 1662, Buenos Aires (año 1908). Demolida.
- Sede social del Yacht Club Argentino. Dársena Norte de Puerto Madero, Buenos Aires (año 1913).
- Banco Argentino Uruguayo. Av. Roque Sáenz Peña 525, Buenos Aires (año 1925).
- Edificio de viviendas para "Bencich Hermanos". Av. Córdoba 801 (esquina Esmeralda), Buenos Aires (año 1927).
- Edificio Miguel Bencich. Av. Roque Sáenz Peña 602, Buenos Aires (año 1927).
- Edificio Bencich. Av. Roque Sáenz Peña 615, Buenos Aires (año 1927).
- Edificio de viviendas para "Bencich Hermanos". Suipacha 1399 (esquina Arroyo), Buenos Aires (año 1927).
- Edificio de viviendas para "Bencich Hermanos". Tucumán 802 (esquina Esmeralda), Buenos Aires (año 1929).
- Edificio de la Secretaría de Gabinete de Jefatura de Gabinete de Ministros "Edificio del INAP". Ave. Roque Sáenz Peña 511 (año 1928)

## Galería de obras

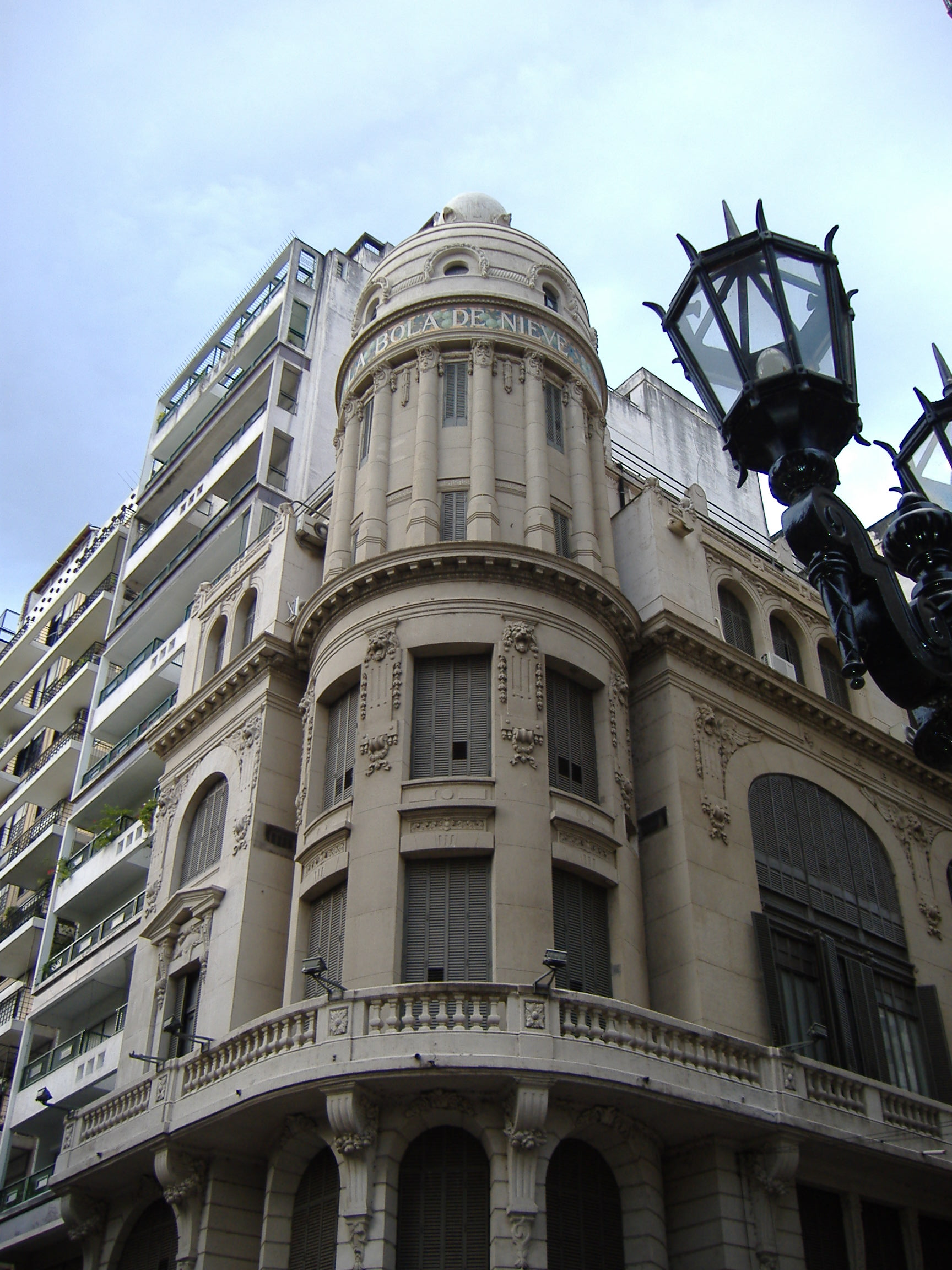
La Bola de Nieve en Rosario
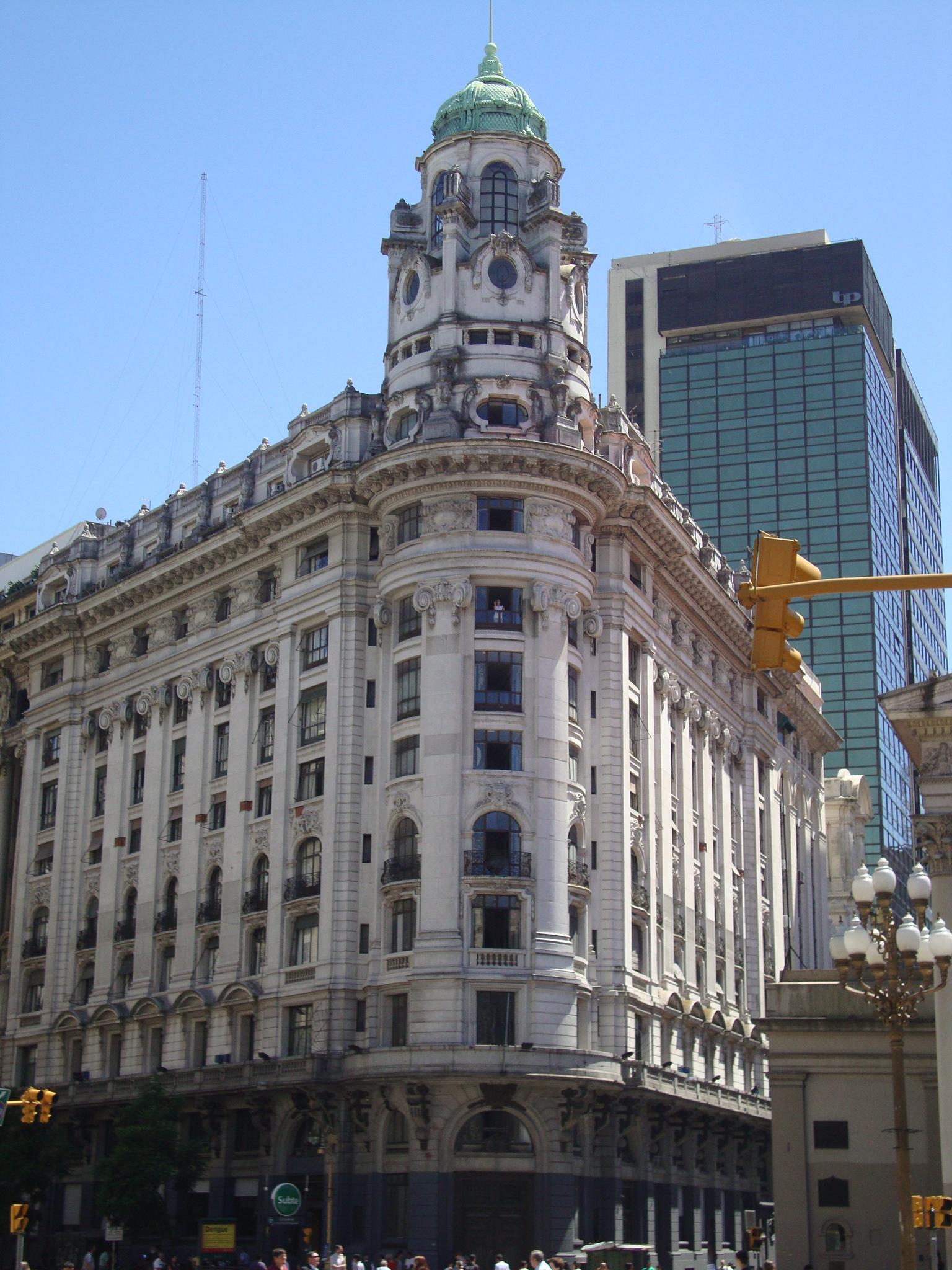
El Banco Argentino Uruguayo
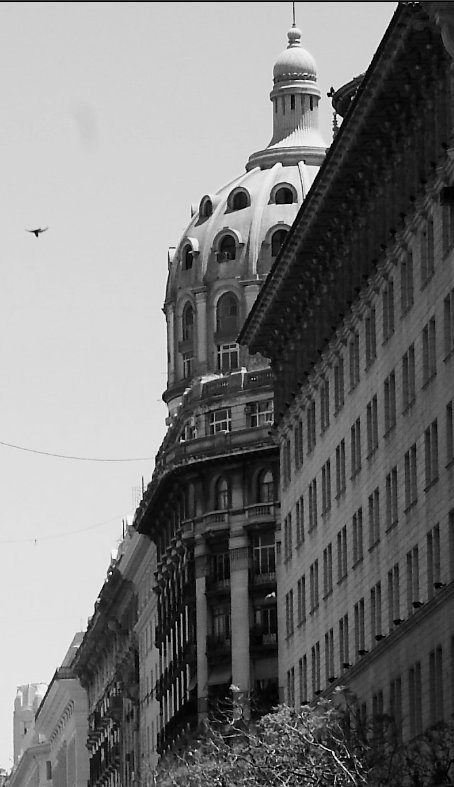
La Cúpula del Edificio Bencich de Diagonal Norte
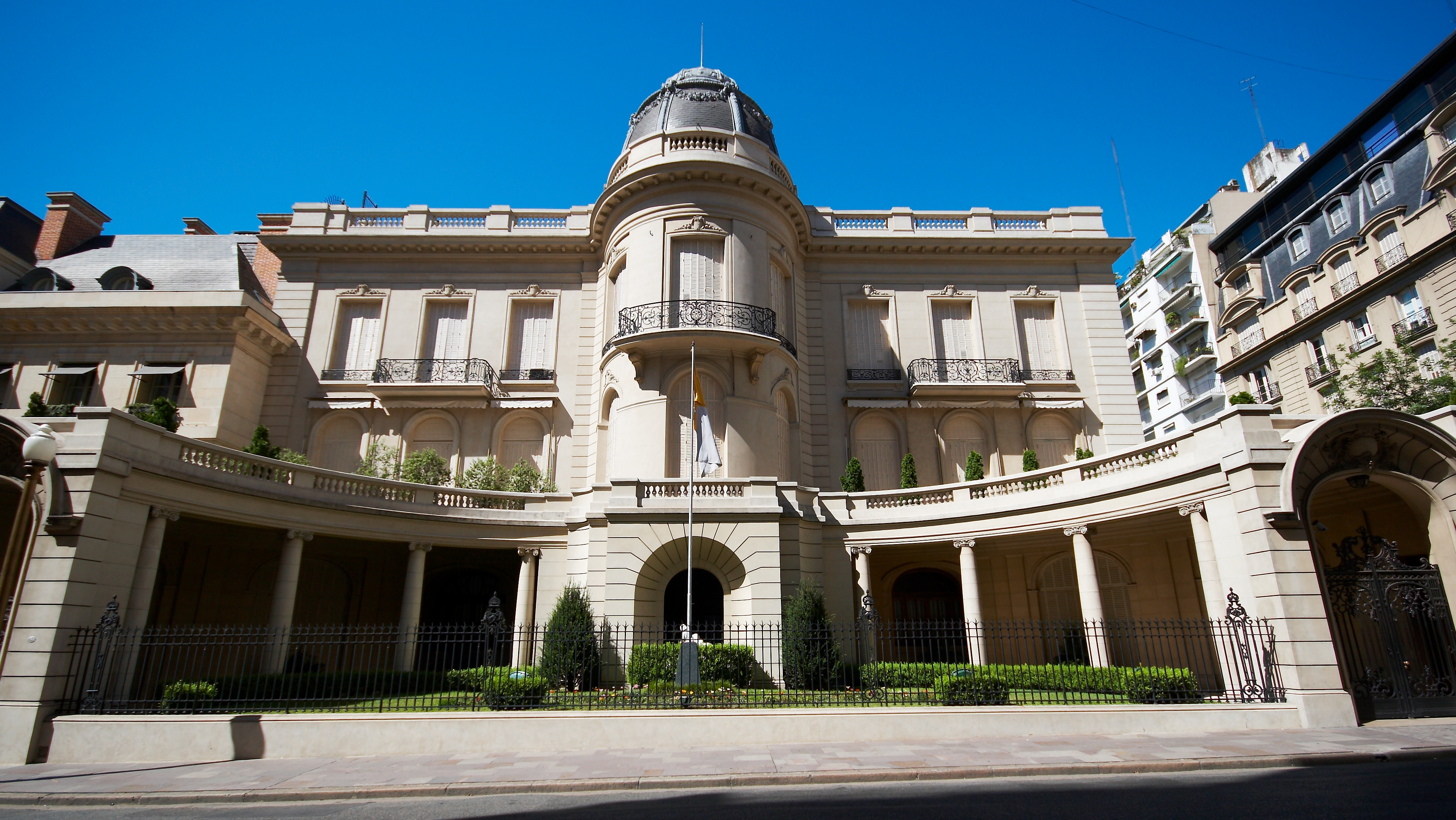
El Palacio Fernández Anchorena
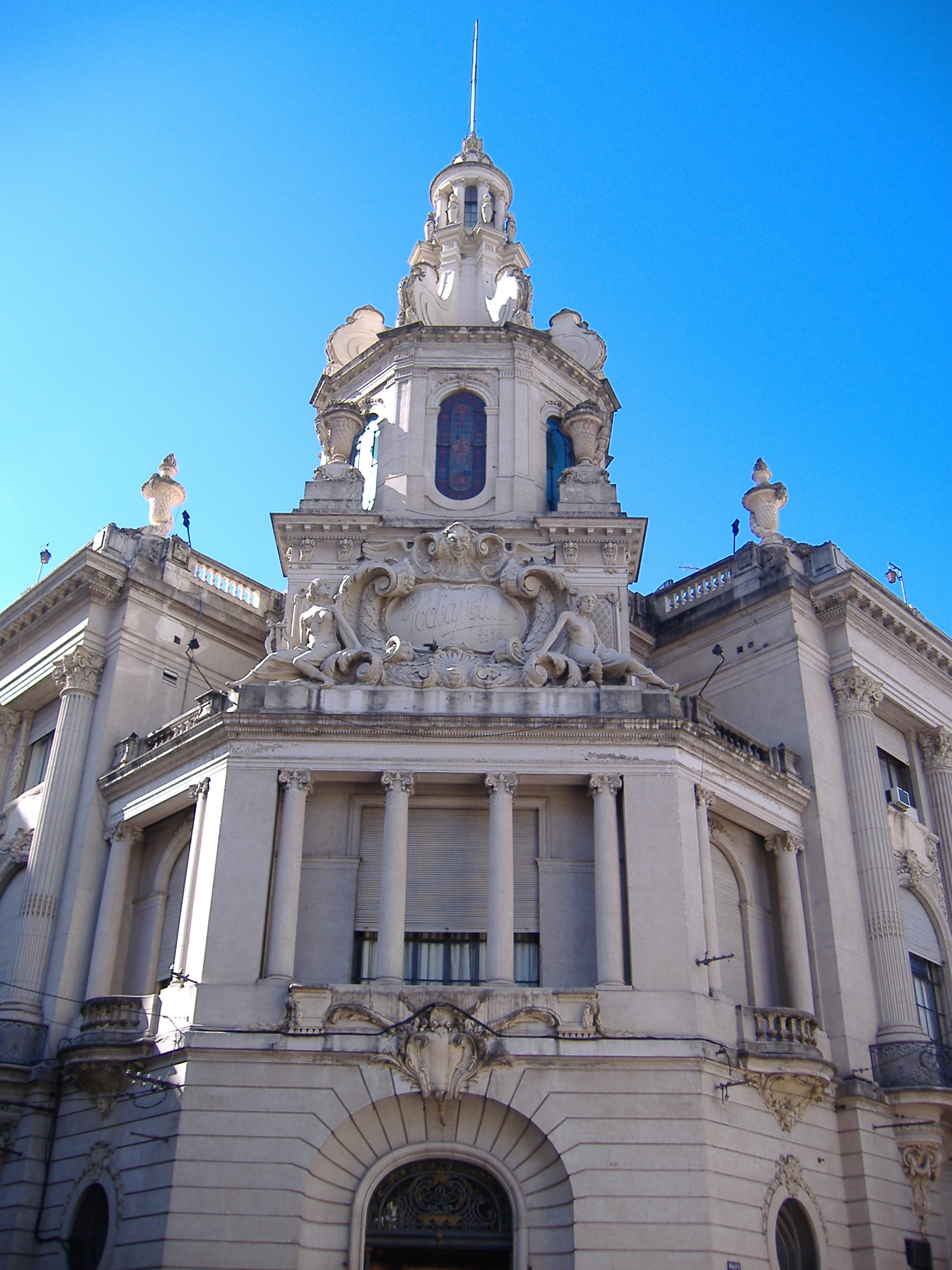
Cúpula del Jockey Club de Rosario
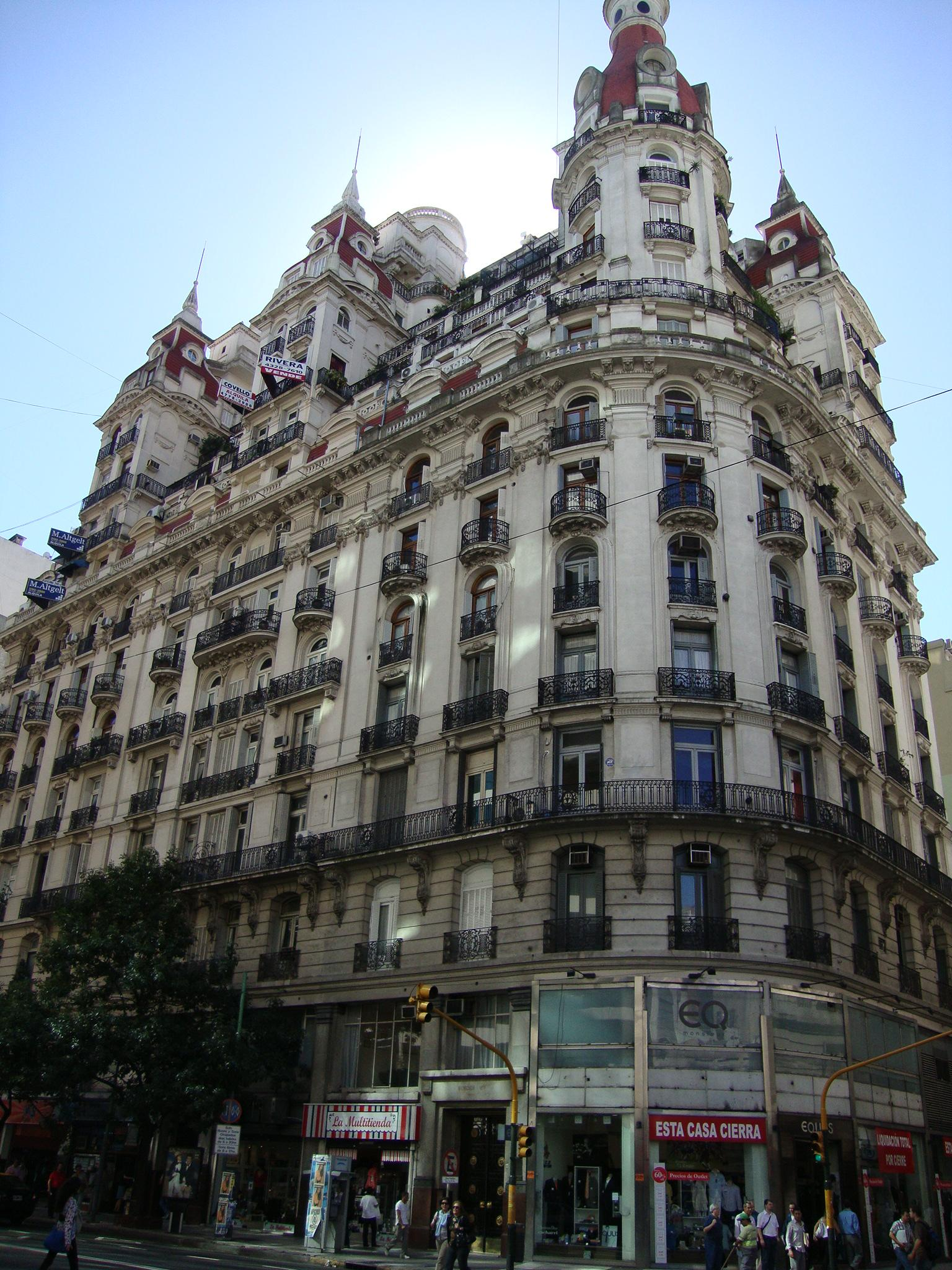
El Edificio Bencich en Av. Córdoba y Esmeralda
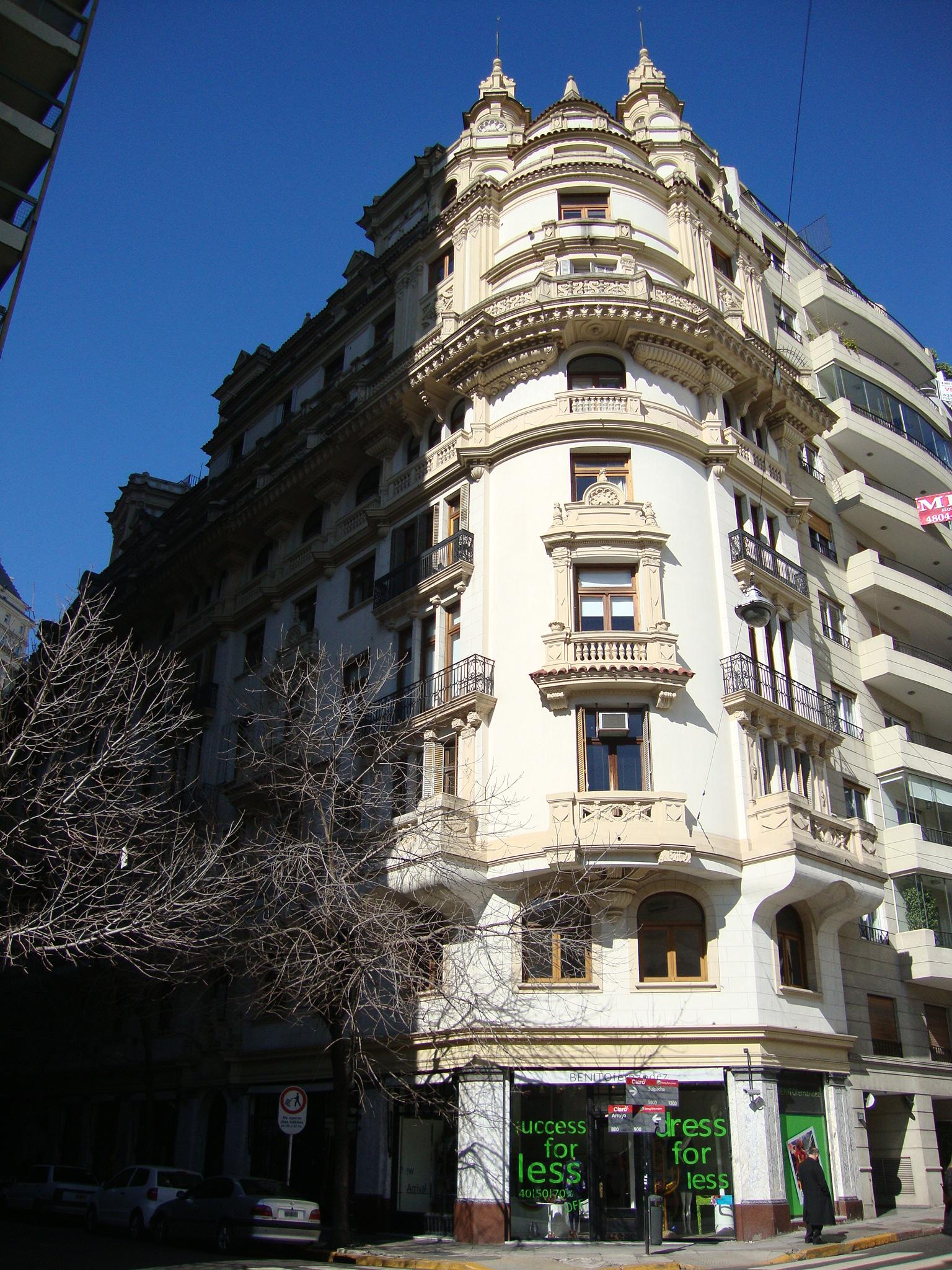
El Edificio Bencich en Suipacha y Arroyo
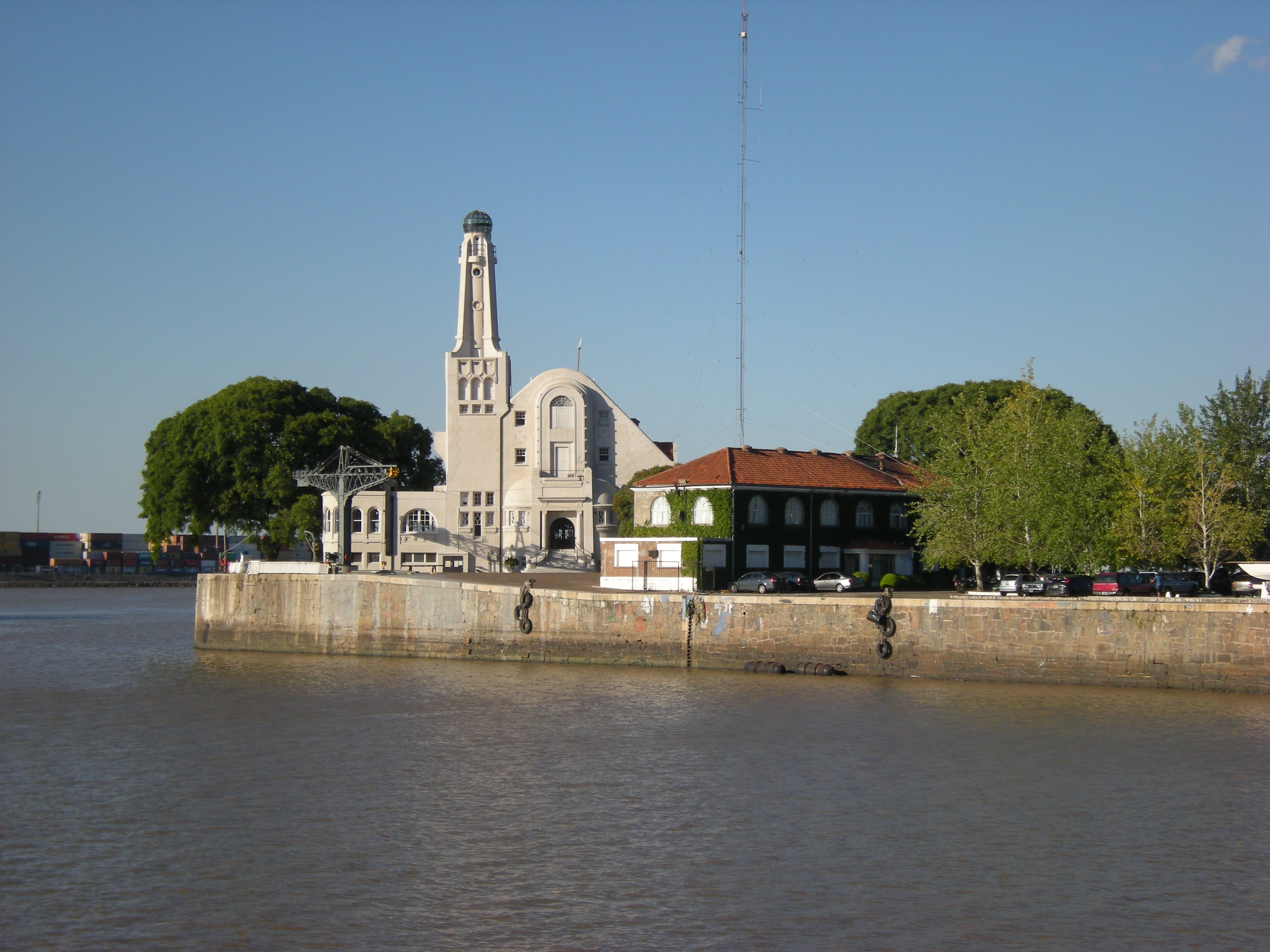
Yacht Club Argentino